# Alex Iwobi
Alex Iwobi, né le 3 mai 1996 à Lagos au Nigeria, est un footballeur international nigérian qui évolue au poste d'ailier gauche au Fulham FC.

## Carrière en club

### Arsenal FC
Le 25 septembre 2013, Alex Iwobi est convoqué pour la première fois en équipe professionnelle contre West Bromwich Albion en Coupe de la Ligue. Il signe un contrat professionnel en octobre 2015. 
Le 27 octobre 2015, il fait ses débuts en compétition officielle avec Arsenal lors de la défaite 3-0 de son équipe face à Sheffield Wednesday, en Coupe de la Ligue,. Il fait ses débuts en championnat quatre jours plus tard lors de la victoire des Gunners par 3-0 contre Swansea City, au Liberty Stadium en remplaçant Mesut Özil dans le temps additionnel. Iwobi fait ses débuts en Ligue des champions lors de la défaite 5-1 face au Bayern Munich.
Après la défaite face au FC Barcelone par 3-1 en Ligue des champions, Iwobi marque ses premiers buts face à Everton lors de sa première titularisation (victoire 2-0) et face à Watford la journée suivante (victoire 4-0).
Iwobi marque son premier but en Ligue des champions face au FC Bâle lors de la dernière journée (victoire 1-4 d'Arsenal) le 6 décembre 2016.
En septembre 2017 il figure dans une liste des 50 meilleurs joueurs de moins de 21 ans par le média L'Équipe.
Titulaire en 2018-2019, il prend part à cinquante-et-un matchs toutes compétitions confondues lors de cette saison.

### Everton FC
Le 8 août 2019, Iwobi s'engage pour cinq saisons avec l'Everton FC. Le 23 août suivant, il participe à son premier match sous les couleurs d'Everton en entrant à l'heure de jeu à la place de Gylfi Sigurðsson contre Aston Villa en Premier League (défaite 2-0).
Le 28 août 2019, Alex Iwobi inscrit son premier but avec les Toffees lors d'une rencontre de Coupe de la Ligue anglaise contre Lincoln City (victoire 2-4).

### Fulham FC
Dans les dernières heures du mercato estival 2023, il quitte les Toffees et rejoint l’équipe de Fulham FC où il s'engage pour cinq ans.
Le 6 décembre 2023, Iwobi se fait remarquer lors d'une rencontre de championnat face à Nottingham Forest en réalisant son premier doublé pour le club. Titulaire, il contribue à la victoire de son équipe par cinq buts à zéro,.

### Carrière internationale
Après avoir joué avec différentes sélections anglaises des jeunes, jouant notamment trois matchs en 2013 avec les moins de 17 ans, Alex Iwobi décide de jouer pour la sélection nigériane en 2015.
Il fait ses débuts avec la sélection le 8 octobre 2015 en remplaçant Ahmed Musa à la 57e minute lors de la défaite 2-0 face à la République démocratique du Congo.
Le 9 octobre 2016, Iwobi marque son premier but avec le Nigeria en ouvrant le score face à la Zambie lors du troisième tour des éliminatoires de la Coupe du monde 2018 (victoire 2-1).
Iwobi fait partie des vingt-trois joueurs nigérians sélectionnés pour disputer la Coupe du monde 2018.   Il disputera un seul des trois matchs face à la Croatie. Les nigérians sortiront dès la phase de poules.
L'année suivante, il est sélectionné pour jouer la Coupe d'Afrique des nations 2019. Iwobi inscrit un but en huitièmes de finale contre le Cameroun (victoire 3-2) et participe aux sept matchs de son équipe lors ce tournoi. Les nigérians termineront troisième du tournoi en s'imposant durant la petite finale face à la Tunisie 1-0. Deux années plus tard, Iwobi est retenu pour participer à la coupe d'Afrique des nations 2021. Le Nigeria s'inclinera en huitièmes de finales face à cette même Tunisie (1-0).
Le 29 décembre 2023, il est retenu dans la liste des vingt-cinq joueurs nigérians sélectionnés par José Peseiro pour disputer la Coupe d'Afrique des nations 2023.

## Statistiques
| Saison                | Club                  | Championnat           | Championnat | Championnat | Championnat | Coupe nationale | Coupe nationale | Coupe nationale | Coupe de la Ligue | Coupe de la Ligue | Coupe de la Ligue | Supercoupe | Supercoupe | Supercoupe | Compétition(s) continentale(s) | Compétition(s) continentale(s) | Compétition(s) continentale(s) | Compétition(s) continentale(s) | Nigeria | Nigeria | Nigeria | Total | Total | Total |
| Saison                | Club                  | Division              | M.          | B.          | P.d.        | M.              | B.              | P.d.            | M.                | B.                | P.d.              | M.         | B.         | P.d.       | Comp.                          | M.                             | B.                             | P.d.                           | M.      | B.      | P.d.    | M.    | B.    | P.d.  |
| 2015-2016             | Arsenal FC            | Premier League        | 13          | 2           | 2           | 5               | 0               | 1               | 1                 | 0                 | 0                 | -          | -          | -          | C1                             | 2                              | 0                              | 0                              | 6       | 0       | 0       | 27    | 2     | 3     |
| 2016-2017             | Arsenal FC            | Premier League        | 26          | 3           | 3           | 3               | 0               | 2               | 2                 | 0                 | 0                 | -          | -          | -          | C1                             | 7                              | 1                              | 0                              | 5       | 1       | 2       | 43    | 5     | 7     |
| 2017-2018             | Arsenal FC            | Premier League        | 26          | 3           | 5           | 1               | 0               | 0               | 5                 | 0                 | 0                 | 1          | 0          | 0          | C3                             | 6                              | 0                              | 1                              | 10      | 4       | 0       | 49    | 7     | 6     |
| 2018-2019             | Arsenal FC            | Premier League        | 35          | 3           | 7           | 2               | 1               | 0               | 3                 | 0                 | 0                 | -          | -          | -          | C3                             | 11                             | 2                              | 2                              | 15      | 1       | 1       | 66    | 7     | 10    |
| Sous-total            | Sous-total            | Sous-total            | 100         | 11          | 19          | 11              | 1               | 3               | 11                | 0                 | 0                 | 1          | 0          | 0          | -                              | 26                             | 3                              | 3                              | 36      | 6       | 3       | 185   | 21    | 28    |
| 2019-2020             | Everton FC            | Premier League        | 25          | 1           | 0           | -               | -               | -               | 4                 | 1                 | 1                 | -          | -          | -          | -                              | -                              | -                              | -                              | 7       | 1       | 1       | 36    | 3     | 2     |
| 2020-2021             | Everton FC            | Premier League        | 30          | 1           | 2           | 3               | 0               | 0               | 3                 | 1                 | 1                 | -          | -          | -          | -                              | -                              | -                              | -                              | 7       | 2       | 0       | 43    | 4     | 3     |
| 2021-2022             | Everton FC            | Premier League        | 28          | 2           | 2           | 2               | 0               | 1               | 2                 | 1                 | 0                 | -          | -          | -          | -                              | -                              | -                              | -                              | 6       | 1       | 0       | 38    | 4     | 3     |
| 2022-2023             | Everton FC            | Premier League        | 38          | 2           | 7           | 1               | 0               | 0               | 2                 | 0                 | 1                 | -          | -          | -          | -                              | -                              | -                              | -                              | 6       | 1       | 0       | 47    | 3     | 8     |
| 2023-2024             | Everton FC            | Premier League        | 2           | 0           | 0           | -               | -               | -               | -                 | -                 | -                 | -          | -          | -          | -                              | -                              | -                              | -                              | -       | -       | -       | 2     | 0     | 0     |
| Sous-total            | Sous-total            | Sous-total            | 123         | 6           | 11          | 6               | 0               | 1               | 11                | 3                 | 3                 | 0          | 0          | 0          | -                              | 0                              | 0                              | 0                              | 26      | 4       | 1       | 166   | 13    | 16    |
| 2023-2024             | Fulham FC             | Premier League        | 30          | 5           | 4           | 1               | 0               | 0               | 2                 | 1                 | 0                 | -          | -          | -          | -                              | -                              | -                              | -                              | 16      | 0       | 2       | 49    | 6     | 6     |
| 2024-2025             | Fulham FC             | Premier League        | 38          | 9           | 6           | 4               | 0               | 0               | 2                 | 0                 | 0                 | -          | -          | -          | -                              | -                              | -                              | -                              | 5       | 0       | 0       | 49    | 9     | 6     |
| Sous-total            | Sous-total            | Sous-total            | 68          | 14          | 10          | 5               | 0               | 0               | 4                 | 1                 | 0                 | 0          | 0          | 0          | -                              | 0                              | 0                              | 0                              | 21      | 0       | 2       | 98    | 15    | 12    |
| Total sur la carrière | Total sur la carrière | Total sur la carrière | 291         | 31          | 37          | 22              | 1               | 4               | 26                | 4                 | 3                 | 1          | 0          | 0          | -                              | 26                             | 3                              | 3                              | 83      | 10      | 5       | 449   | 49    | 52    |

## Palmarès

### En club
- Arsenal FC
  - Vainqueur du Community Shield en 2015 et en 2017
  - Vainqueur de la FA Cup en 2017
  - Vice-champion d'Angleterre en 2016
  - Finaliste de la Ligue Europa en 2019
  - Finaliste de la Coupe de la Ligue anglaise en 2018.

### Distinction personnelle
Iwobi est nommé meilleur jeune joueur africain de l'année en 2016.

## Vie personnelle
Né à Lagos au Nigeria, Alex Iwobi est le neveu de Jay-Jay Okocha.